# 20. århundredes største danske ingeniørbedrifter
Rangeringen af 20. århundredes største danske ingeniørbedrifter blev gennemført i en afstemning blandt 5.400 medlemmer af Ingeniørforeningen ved en konkurrence afholdt den 1. december 2000.  De 10 første er:
1. Poulsen-Buesender (20 % af stemmerne)
2. Den Transiranske Jernbane
3. Storebæltsforbindelsen
4. Ørsted-satellitten
5. NKT's lyslederteknologi
6. Verdens første oceangående dielselmotorskib Selandia
7. Danfoss radiatortermostat
8. Vestas vindsystemer
9. Den gamle Lillebæltsbro
10. La Grande Arche i Paris